# Недович, Александр
Александр Недович (черног. Aлeкcaндap Недовић/Aleksandar Nedović; род. 5 сентября 1978, Титоград) — черногорский футболист, полузащитник. Известен по выступлениям в ряде черногорских и зарубежных клубов. В Украине известен выступлениями за клуб «Волынь» в Высшей лиге. После окончания карьеры футболиста — черногорский футбольный тренер.

## Клубная карьера
Родился Александр Недович в Титограде, где начал свою профессиональную футбольную карьеру в местной команде «Будучност». Во время выступлений привлекался к юношеской сборной Югославии, за которую провел 2 матча. В 1998 году руководство клуба для увеличения его игровой практики отдавало молодого футболиста в аренду клубу низшего дивизиона «Рудар». После возвращения из аренды Недович стал одним из основных футболистов клуба, и в 2001 году получил приглашение в один из сильнейших клубов бывшей Югославии — белградский «Партизан». Однако в этой команде Недович не сумел стать футболистом основы, сыграв лишь несколько матчей в основе, поэтому руководство белградского клуба преимущественно держало футболиста в арендах в других сербских клубах — «Чукарички» и «Напредак».
В 2004 году Александром Недовичем заинтересовался украинский клуб высшей украинской лиги «Волынь» из Луцка. Однако в этой команде Недович сыграл всего 4 матча в чемпионате, и покинул клуб. В дальнейшем футболист играл за белградский клуб «Раднички», а позже непродолжительное время играл за бакинский «Интер». После этого Недович вернулся в Черногорию, где играл в местных клубах «Грбаль», «Ловчен» и «Бар», после чего завершил выступления на футбольных полях.

## Тренерская карьера
Еще выступая на футбольных полях, Александр Недович приступил к карьере футбольного тренера. В 2011 году он возглавил тренерский штаб черногорской команды «Грбаль», где работал до 2014 года. В 2014 году Недович возглавил черногорский столичный клуб «Младост (Подгорица)», с которым получил свое высшее достижение в тренерской карьере — победу в Кубке Черногории. В сезоне 2015—2016 Александр Недович тренировал клуб «Сутьеска», а в 2016 году перешел на работу в клуб «Петровац». С 2017 года Недович возглавляет другой черногорский клуб «Искра».